# 윤예희
윤예희(1968년 2월 1일 ~ )은 대한민국의 배우이며 MBC 18기 공채 탤런트 지원자 중 유일하게 민얼굴에 청바지를 입고 가 심사위원 중 한 명으로부터 "너 남자야?"란 말을 들어야 했으며  여러 차례 단역 생활을 거치다가 1992년 《창밖에는 태양이 빛났다》에 주연으로 캐스팅됐으나 그 이후 이 캐릭터에서 벗어나지 못하여 줄줄이 다음 작품을 놓쳤고 한동안 단막극 위주로 출연했다.

## 학력
- 신경여자상업고등학교
- 동국대학교 연극영화과 학사

## 이력
- 1986년 MBC 18기 공채 탤런트로 데뷔

## 주요 출연작

### 드라마
- 2023년 tvN 《청춘월담》 - 권덕심 역
- 2022년 tvN 《월수금화목토》 - 이나그룹 회장 사모 역 (특별출연)
- 2021년 웹드라마 《물들여》 - 아주머니 역
- 2021년 웹드라마 《팽》 - 윤옥 역
- 2021년 웹드라마 《플로리다 반점》 - 게스트하우스 사장 역
- 2021년 tvN 《악마판사》 - 지영옥 역
- 2020년 MBCON 《다시 여름》 - 윤혜영 역
- 2020년 MBN 《나의 위험한 아내》 - 김윤희 역
- 2020년 JTBC 《우아한 친구들》 - 부검의 역
- 2019년 tvN 《싸이코패스 다이어리》 - 김은실 역
- 2019년 JTBC 《초콜릿》 - 이서훈 역
- 2018년 tvN 《드라마 스테이지 - 내 연적의 모든 것》
- 2017년 iHQ DRAMA & UMAX 《싱글와이프》 - 오인화 역
- 2017년 JTBC 《힘쎈여자 도봉순》 - 정미화 역
- 2016년 MBC 《캐리어를 끄는 여자》 - 한은교 역
- 2016년 웹드라마 《들썩들썩 패밀리》 - 최세나 역
- 2016년 MBC 《아름다운 당신》 - 진옥 역
- 2016년 웹드라마 《88번지》 - 송교수 역
- 2015년 KBS 《오렌지 마말레이드》 - 송선화 역
- 2015년 KBS 《KBS 드라마 스페셜 - 머리 심는 날》 - 이미숙 역
- 2014년 tvN 《로맨스가 필요해 3》 - 이사 역
- 2013년 OCN 《특수사건 전담반 TEN 2》 - 김순애 역 (특별출연)
- 2012년 TV조선 《한반도》 - 송승주 역
- 2012년 JTBC 《러브 어게인》 - 박선주 역
- 2011년 SBS 《시티헌터》 - 영부인 역
- 2011년 SBS 《파라다이스 목장》 - 강양자 역
- 2009년 KBS 《아가씨를 부탁해》 - 조미옥 역
- 2009년 KBS 《장화홍련》 - 사라 장 역
- 2007년 KBS 《경성스캔들》 - 허영화 역
- 2007년 MBC 《궁S》 - 효장대부인 장윤희 역
- 2005년 MBC 《내 이름은 김삼순》 - 윤현숙 역
- 2004년 MBC 《물꽃마을 사람들》 - 이미영 역
- 2002년 MBC 《전원일기》 1046회 지금은 과외중 편 복길엄마 사촌동생 혜영 역
- 2001년 KBS 《부부클리닉 사랑과 전쟁》
- 2000년 KBS 《민들레》
- 1998년 KBS 《거짓말》 - 산부인과 의사 역
- 1997년 MBC 《예감》
- 1997년 MBC 《신데렐라》
- 1996년 SBS 《남자 대탐험》 - 춘자 역
- 1995년 SBS 《이가사 크리스티》
- 1995년 SBS 《다시 만날 때까지》
- 1994년 MBC 《사랑을 그대 품안에》 - 오사라 역
- 1993년 MBC 《전원일기》 641회 가을 편 소설가 박지현 역
- 1992년 MBC 《여자의 방》
- 1992년 MBC 《4일간의 사랑》
- 1992년 MBC 《창밖에는 태양이 빛났다》 - 조희은 역
- 1991년 MBC 《전원일기》 512회 불도장 편 포도나무집 딸 선희 역
- 1988년 MBC 《우리 읍내》
- 1987년 MBC 《사랑과 야망》 - 미자네 가정부 역

### 영화
- 2023년 《아수라장: 범털들의 전쟁》 - 장영자 역
- 2022년 《모자산책》 - 엄마 역
- 2020년 《태백권》 - 쌀집 주인 역
- 2020년 《공수도》 - 채영 담임 역
- 2019년 《아직 사랑하고 있습니까?》 - 조 대표 역
- 2019년 《인턴형사 오견식》
- 2019년 《귀신의 향기》 - 수진 모 역 (우정출연)
- 2018년 《돌아와요 부산항애》 - 세현 역
- 2017년 《사랑받지 못한 여자》
- 2014년 《봄》 - 경산댁 역
- 1997년 《꽃을 든 남자》
- 1991년 《천국의 계단》

### 방송
- 2015년 《불타는 청춘》

### 수상
- 2021 제9회 럭셔리브랜드 모델어워즈 드라마부문 스타상

1. ↑  김소연 (2009년 8월 1일). “탤런트 윤예희, 이미지는 ‘허영’ 재테크는 ‘또순이’”. 매경이코노미. 2024년 7월 31일에 확인함.
2. ↑  김소연 (2009년 8월 1일). “탤런트 윤예희, 이미지는 ‘허영’ 재테크는 ‘또순이’”. 매경이코노미. 2024년 7월 31일에 확인함.